# Monikkala
Monikkala är ett gods i Janakkala kommun, Finland.
Monikkala är ett av Finlands äldsta kända gods, omnämnt redan 1374. Monikkala tillhörde under 200 års tid ätten Liljebrunn, senare ätten Enehielm.